# 115331 Shrylmiles
115331 Shrylmiles è un asteroide della fascia principale. Scoperto nel 2003, presenta un'orbita caratterizzata da un semiasse maggiore pari a 2,7982736 UA e da un'eccentricità di 0,1742097, inclinata di 14,63095° rispetto all'eclittica.